# لارچمانت (نیویورک)
لارچمانت (به انگلیسی: Larchmont) یک منطقهٔ مسکونی در ایالات متحده آمریکا است که در Mamaroneck واقع شده‌است. لارچمانت ۲٫۸ کیلومتر مربع مساحت و ۵٬۸۶۴ نفر جمعیت دارد و ۱۶ متر بالاتر از سطح دریا واقع شده‌است.